# Thụy Vân (diễn viên)
Thụy Vân (2 tháng 5 năm 1940 – 16 tháng 3 năm 2023), tên đầy đủ là Nguyễn Thụy Vân, là một diễn viên điện ảnh người Việt Nam, được khán giả biết đến qua vai diễn trong bộ phim Nổi gió. Bà đã được Nhà nước Việt Nam phong tặng danh hiệu Nghệ sĩ nhân dân.

## Tiểu sử
Thụy Vân, tên khai sinh là Nguyễn Thụy Vân, sinh ngày 2 tháng 5 năm 1940 tại huyện Hoa Lư, tỉnh Ninh Bình. Bà là con gái của Giáo sư, Nhà giáo nhân dân Nguyễn Lương Ngọc (1910–1994) – nguyên Hiệu trưởng Trường Đại học Sư phạm Hà Nội; chú ruột của bà là Giáo sư, Nghệ sĩ nhân dân Nguyễn Đình Quang (1928–2015) – nguyên Hiệu trưởng Trường Đại học Sân khấu – Điện ảnh Hà Nội và em trai của bà là Phó giáo sư, Nhà giáo nhân dân Nguyễn Lương Tiểu Bạch (1945–2012) – nguyên Hiệu trưởng trường Đại học Mỹ thuật Hà Nội. Năm 1959, Trường Điện ảnh Việt Nam được thành lập, bà theo học lớp diễn viên khóa đầu tiên của trường cùng với Trà Giang, Lâm Tới, Minh Đức, Lịch Du. Tốt nghiệp năm 1962, Thụy Vân về công tác tại Xưởng phim truyện Việt Nam.
Năm 1966, bà tham gia bộ phim điện ảnh Nổi gió do Huy Thành đạo diễn, chuyển thể từ vở kịch của nhà văn Đào Hồng Cẩm. Bộ phim đoạt Giải Bông Sen cho phim truyện điện ảnh tại Liên hoan phim Việt Nam lần thứ nhất năm 1970. Sau phim Nổi gió bà tiếp tục tham gia các bộ phim Sao tháng Tám, Rừng xà nu, Hai người mẹ, Đứa con nuôi. Ngoài ra bà cũng làm đạo diễn bộ phim Cơn lốc đen từng giành giải đặc biệt tại Liên hoan phim Việt Nam lần thứ tám (1988). Năm 1978, Thụy Vân chuyển vào Sài Gòn sinh sống và tiếp tục đóng các phim Làng ven (đạo diễn Nguyễn Ngọc Hiến), Xa và gần (đạo diễn Huy Thành). Năm 1985, bà đoạt giải Nữ diễn viên chính xuất sắc nhất tại Liên hoan phim Việt Nam lần thứ 7 cho vai diễn trong Xa và gần. Thụy Vân cũng nhiều lần là gương mặt tiêu biểu của điện ảnh Việt Nam tham dự các Liên hoan phim quốc tế tại Phnôm Pênh, Moskva,... Bà còn được mời làm giám khảo tại Liên hoan phim Quốc tế Karlovy Vary (Tiệp Khắc).
Thụy Vân được nhà nước khen thưởng Huân chương Kháng chiến chống Mỹ hạng Ba, Huy chương vì sự nghiệp nghệ thuật, Huy chương vì sự nghiệp điện ảnh,... Năm 1988, bà được phong tặng danh hiệu Nghệ sĩ ưu tú. Năm 2019, bà được phong tặng danh hiệu Nghệ sĩ Nhân dân. Ngày 16 tháng 3 năm 2023, bà qua đời tại Thành phố Hồ Chí Minh, hưởng thọ 82 tuổi.

## Tác phẩm

### Diễn viên
| Năm  | Tên phim                | Vai diễn       | Đạo diễn                    | Ghi chú | Nguồn         |
| ---- | ----------------------- | -------------- | --------------------------- | ------- | ------------- |
| 1965 | Làng nổi                | Vợ chủ tịch    | NSND Trần Vũ, Huy Thành     |         | [ 12 ]        |
| 1966 | Nổi gió                 | Vân            | NSND Huy Thành, Lê Bá Huyền | [ a ]   | [ 13 ] [ 14 ] |
| 1969 | Rừng xà nu              | Mai            | NSND Nguyễn Văn Thông       |         | [ 15 ]        |
| 1970 | Luống khoai xanh        | Hương          | Bắc Xuyến                   |         |               |
| 1972 | Vĩ tuyến 17 ngày và đêm | Kim Huệ        | NSND Hải Ninh               | [ b ]   |               |
| 1973 | Độ dốc                  | Vợ Khảm        | NGND Lê Đăng Thực           |         |               |
| 1975 | Hai người mẹ            | Bua            | NSND Nguyễn Khắc Lợi        |         | [ 13 ] [ 16 ] |
| 1976 | Đứa con nuôi            | Lụa            | NSND Khánh Dư               |         | [ 17 ]        |
| 1976 | Sao tháng Tám           | Vợ tri huyện   | NSND Trần Đắc, Đức Hoàn     | [ c ]   | [ 18 ]        |
| 1977 | Những đứa con           | Hiếu           | NSND Khánh Dư               |         |               |
| 1979 | Làng ven                | Tư Hà          | Nguyễn Ngọc Hiển            |         | [ 17 ]        |
| 1983 | Xa và gần               | Bà Thuận Thành | NSND Huy Thành              | [ d ]   | [ 19 ]        |
| 1991 | Bí mật thành phố cấm    | Francoise      | Phan Vũ                     |         | [ 20 ]        |

### Đạo diễn
| Năm  | Tên phim    | Ghi chú                                                                              | Nguồn         |
| ---- | ----------- | ------------------------------------------------------------------------------------ | ------------- |
| 1985 | Cơn lốc đen | Thụy Vân đứng danh nghĩa đạo diễn, người trực tiếp chỉ đạo làm phim là NSND Khánh Dư | [ 21 ] [ 22 ] |

## Giải thưởng
| Năm  | Lễ trao giải                      | Hạng mục                    | Tác phẩm    | Kết quả   | Nguồn         |
| ---- | --------------------------------- | --------------------------- | ----------- | --------- | ------------- |
| 1985 | Liên hoan phim Việt Nam lần thứ 7 | Nữ diễn viên chính xuất sắc | Xa và gần   | Đoạt giải |               |
| 1988 | Liên hoan phim Việt Nam lần thứ 8 | Phim truyện điện ảnh        | Cơn lốc đen | Bằng khen | [ 23 ] [ 24 ] |